# ベアトリクス・ファーランド

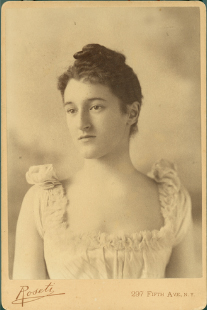
ベアトリクス・ジョーンズ・ファーランド

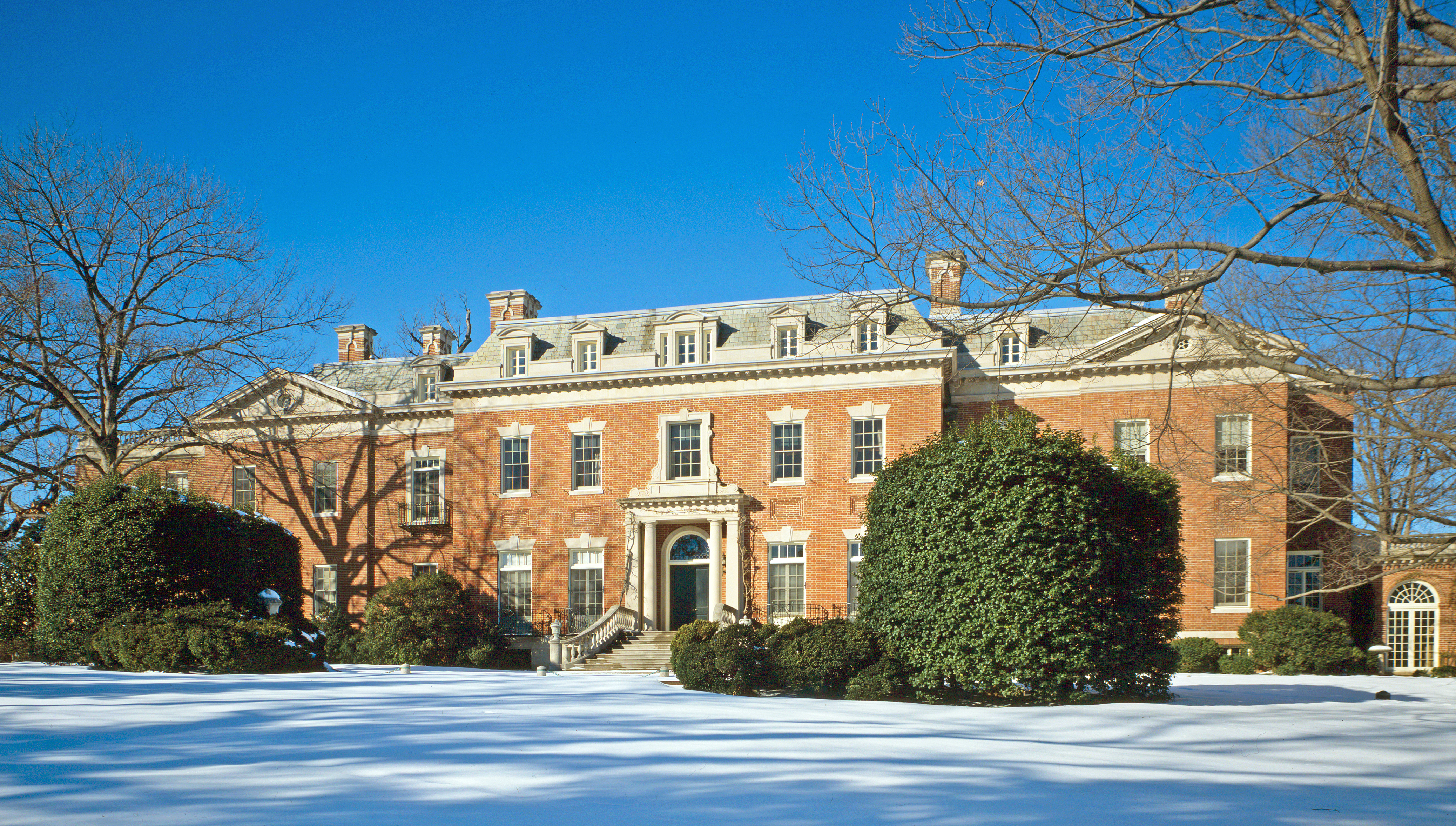
ワシントンDCのダンバートンオークス。ファーランドの設計として最もよく知られている。

ベアトリクス・ジョーンズ・ファーランド（Beatrix Jones Farrand  1872年6月19日- 1959年2月28日）は、米国で活躍した女性造園家・ランドスケープアーキテクト。
彼女のキャリアは住宅団地や国営住宅、公共公園、植物園、大学キャンパス、などとともに個人住宅やホワイトハウスを含め約110の庭園を設計。主要作品はほんの数件だけ現存するが、作品には、ダンバートン・オークス（ワシントンD.C.） 、アビー・オルドリッチ・ロックフェラーガーデン、メイン州マウント砂漠と、プリンストンやイエール、そして西洋の大学キャンパスなどがいくつかある。  アメリカ造園家協会ASLA創立メンバー11人のうちの一人で唯一の女性だった :31–35。女性でランドスケープアーキテクチュア専門職確立といった社会的側面と風景式庭園のデザインといった芸術成果両方で最も熟練した人物の1人と認識されている。  

## キャリア初期
ニューヨーク市の名家の生まれである。彼女が暮らしたのは、「5代にわたる園芸愛好家」とされる家で :10、母親メアリー・キャドワレイダー・ロール（1850年-1923年）の父は弁護士ウィリアム・ヘンリー・ロール（1823年-1889年）で、その婦人メアリービニー・キャドワレイダーの父、曽祖父にジョン・キャドワレイダー (政治家)がいる。
父はフレデリック・ラインランダー・ジョーンズ（1846年-1918年）。伯母に作家のイーディス・ウォートンで夏は毎年家族と、後姪だったイーディスとその生涯の友ヘンリー・ジェームズらと別荘があるメイン州マウント砂漠の島バーハーバーにあるリーフポイントエステートで過ごす。ファーランドは島の自然の熱心な観測者として園芸計画に関心を持ち、サイトの実験デザインとしてリーフポイントの庭園にその若さで挑戦。人生を通して彼女は「風景の庭師」ではなくランドスケープアーキテクトとして自分自身を呼ばせる。
20歳で一流の指導者に付こうとし、マサチューセッツ州ボストンのアーノルド植物園の初代園長で、園芸学の教授でもあったチャールズ・スプレイグ・サージェントの下で働いた。1893年にマサチューセッツ州のブルックラインに移り、サージェントの屋敷に住んで研究に従事した。当時造園専門の学校がなかったために、植物学および土地計画を専攻して、スケール、標高レンダリング、測量、エンジニアリングに製図法までをも学びたいと思い、ニューヨークのコロンビア大学工学部で同校教授ウィリアム・ウェアの下で学んでいる。  
その後ファーランドはイタリア、フランス、オランダ、ドイツ、イングランドを訪問。日記によるとおびただしい量の庭園に言及している。これらのツアーでのヨーロッパ体験を通じてデザインの影響を描いた。
彼女はまた自らのデザインにそれらの影響を還元。風景の伝統にも触発されまた屋外スペースと定義されたガーデンをルームとして設計する彼女のスタイルは、イタリアのルネサンス庭園の訪問、ヴィラでの見聞に触発されている。
彼女は在来の植物種を使うことに影響を受けた。アメリカ国内外文献本を研究し、ネイティブパレットでの体験のを主張しそして影響力のあるイギリスの庭作家、サセックス Gravetye Manorの ウィリアム・ロビンソンとサリー Munstead Woodの ガートルード・ジーキルに触発されてのものである。
ジキルの一連のテーマ別ガーデニングの本は、自然植栽の重要性と価値を強調しており、米国では影響力があった。
ベアトリクスは歴史家でスタンフォード大学ハンティントン図書館、カリフォルニアとエール大学で最初のディレクターのマックス・ファーランドとカリフォルニアで結婚 :35。

## ランドスケープデザインのキャリア

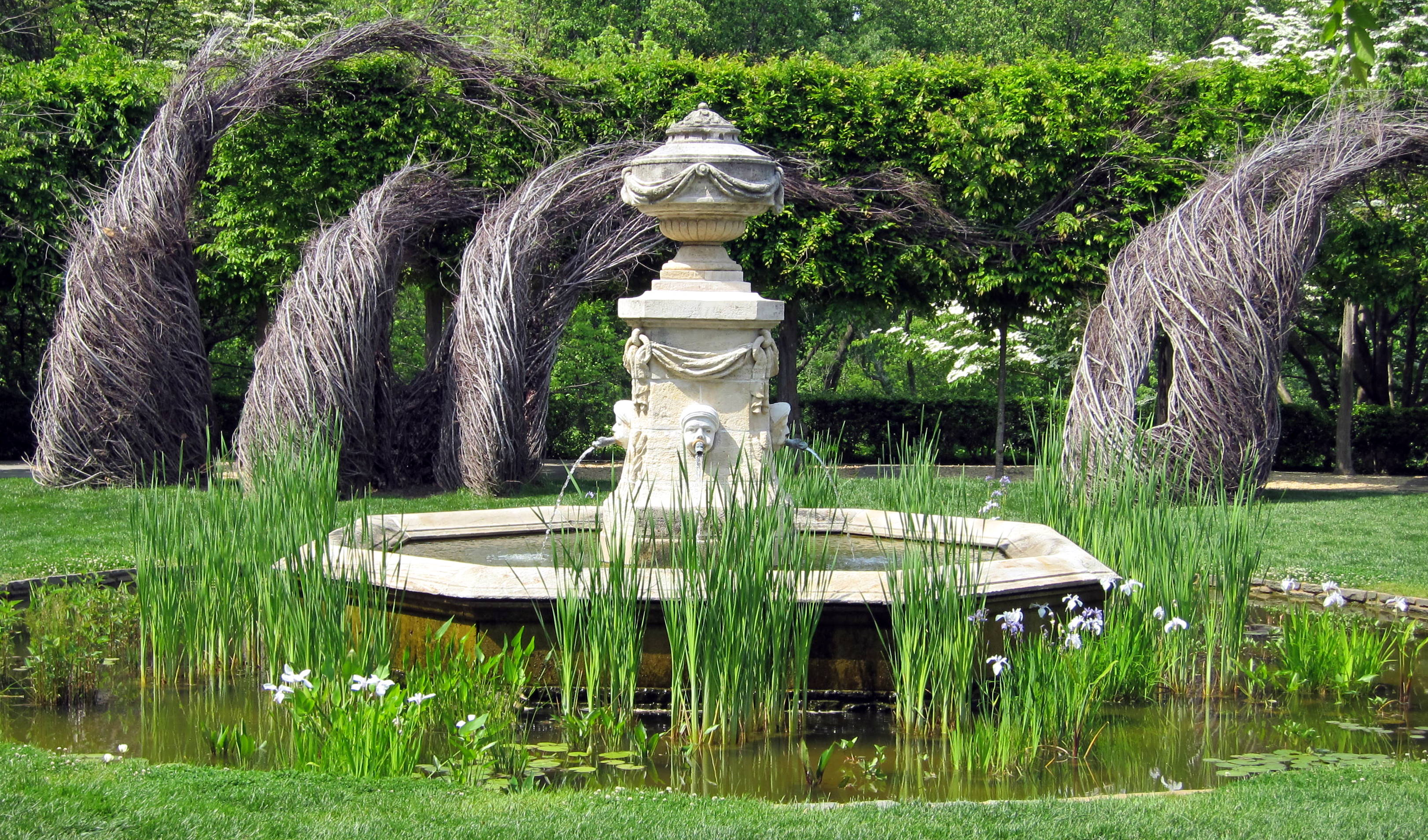
ワシントンDCのダンバートンオークスの噴水

彼女は1895年にニューヨーク東11ストリートにあった母親のブラウンストーンの家から作庭の仕事を開始し始めた :26。当時女性は公共のプロジェクトからは除外されていたので、彼女の最初のデザインは近隣のバーハーバー居住者の住宅庭園である :57。母親の助けを借りてそして叔母のイーディス・ウォートンの社会的信用とともに彼女は著名人を紹介され、それは様々な重要なプロジェクトに取り組むことにつながる。この3年間で彼女のこの分野での活躍は非常に際立っていたので、アメリカのランドスケープアーキテクト協会の創設者に名を連ねるが、この中で唯一の女性で選ばれたのである :35。 
1899年にはワシントンD.C.の国立大聖堂の敷地と植樹計画を担った :54。1912年に、ニューヨーク・ハイドパークの壁に囲まれたトーマス・ニューボールド夫妻の住宅庭園を設計（現在はFranklin D. Roosevelt National Historic Siteの一部）。彼女の住宅デザインの現存する最古の例であることに加えて、この絶妙な壁に囲まれた庭園は、その時代-ファーランドと建築事務所マッキム、ミード＆ホワイトの協働の一例という2つの顕著なデザイナーの現存作品として知られており、改築を受けて「18世紀の家」として復元された。彼女はダンバートンオークスの迎賓館の建設でもマッキム、ミード＆ホワイトと恊働した。
同時期に当時のウィルソン大統領第一夫人、エレン・ルイーズ・アクソン・ウィルソンからホワイトハウスの東ガーデン（現在はジャクリーン・ケネディガーデンとして再整備されたが、コロニアルとしてガーデンデザインをファーランドに委託していた）と西ガーデン（1913年。現在ホワイトハウスバラ園として再整備された）作庭依頼を受ける。ウィルソン夫人が1914年8月に死亡したため、プロジェクトは2番目の夫人（Edith Bolling Galt Wilson ）から1916年に再開し完成させた。彼女はニューヨークのモーガン図書館の敷地を設計するためにジョン・モルガンからの依頼を受け、以降30年間コンサルタントとして受託し続けた（1913 - 43年） :204–216。 

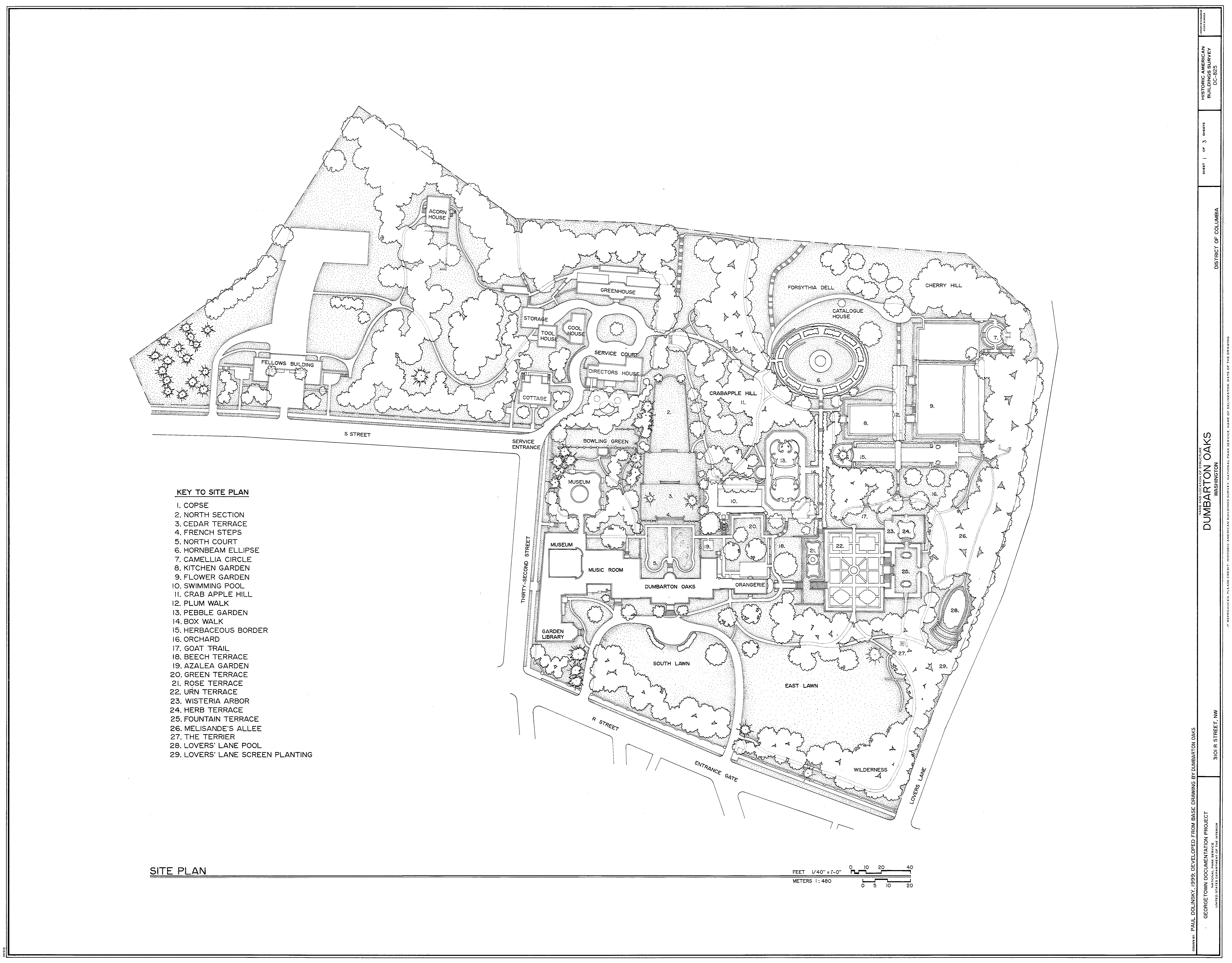
ダンバートンオークスサイトプラン

彼女の最も著名な作品、ワシントンD.C.のジョージタウン地区にあるDumbarton Oaksのは、ミルドレッドにロバート・ウッズ・ブリス（1922年-1940年）の不動産で
この時の彼女のデザインは特にイタリアのルネサンス庭園からのヨーロッパの旅行時の体験に触発されて、建築と自然環境との間の洗練された関係を確立することから成った :138–42, 152–58, 196–200。 
1928年、彼女の夫はカリフォルニア州サンマリノにあるハンティントン・ライブラリー初代館長（1927年から1941年）としての地位を受け入れ :143, 177彼らはカリフォルニアに引っ越したが、ファーランドはこの地で顧客を得るのに苦労した :144–45。長きにわたりハンチントンのウィリアム・ハートリッチ植物園のランドスケープデザイナーとしてフローレンス・ヨックとルイーズ・カウンシル、そしてロックウッド・ディフォレスト・ジュニアらがすでに同地で活躍していたためである。
彼女の数少ない同地のプロジェクトは、カリフォルニア州モンテシトにある至福の冬というリタイアメント地Casa Dorinda、そして近くのカリフォルニア近郊モンテシトの友人を介して来たもの、ミルドレッド・ブリスの母アンナブレイクリー・ブリスの援助、サンタバーバラ植物園のプロジェクトなどであった。
ロサンゼルス地域では、彼女は天文学者ジョージ・ヘールと建築家マイロン・ハントと、いくつかコミッションを持っていた。後者と一緒に彼女はオクシデンタルカレッジとカリフォルニア工科大学 （カルテック）でのプロジェクトに取り組んだ :146, 195, 203–04。  
その後はメイン州シールハーバーのマウント砂漠島にある アビー・アルドリッチ・ロックフェラーの「The Eyrie」にある中国風の庭園のデザインや監督などを担当、東部のプロジェクトのために自動車の時代であったが電車通勤した（1926年-1935年）。そして他デザインではアーノルド樹木園やジョージ・ワシントン・ヴァンダービルト2世のビルトモア・エステートでフレデリック・ロー・オルムステッドから以前に学んだ原則を適用している。
また、ジョン・ロックフェラー2世から、メイン州のマウント・デザート島にあるアーカディア国立公園リーフポイントハウスそばの繊細な車道植栽計画を実施設計するため資金を提供を受けた(1930年ごろ） :208。 これらの成果で植栽が公園へと続いていくことになる。 
米国東部には自身のプライベートガーデンがある。ワシントンD.C.ジョージタウンにあるブリス家のダンバートン・オークス、コネチカット州ウォーターフォードにあるハークネス(Harkness)のサマーホーム 'Eolia'（1918年-1924年）など、現在はHarkness Memorial State Parkとして保存されている。とメイン州のシールハーバーにあるロックフェラーの遺産 'The Eyrie' :204, 208また、マサチューセッツ州レノックスにあるウォートンの家であるマウントのランドスケープとガーデンデザインについて、エディス・ウォートンと協働した。
ヘンリー・ジェイムズは、現在コネチカット州ファーミントンのヒル・ステッド博物館として保存されている「ヒル・ステッド」（1913）を所有していた「彼女の最も魅力的な顧客の一人」としてセオデート教皇のリドルを紹介した :87。 
1942年、彼女はウォルター・マコンバーと共にバージニア州アレクサンドリア近くのグリーンスプリングで庭園をデザインした。 
カリフォルニアの在来植物が誇るサンタバーバラ植物園は、カリフォルニア州サンタバーバラでの彼女の才能を表している。イギリスで彼女の関わっている主要なプロジェクトである「ダーティントンホール」は、デボンのドロシー・ホイットニー・ストレート・エルムハーストからの依頼（1932年から1937年） :149–52, 216。彼女の所有したリーフポイントコレクション、図面、および標本類はハーバード大学の管理下にあるアーノルド樹木画とそのアーカイブを除きカリフォルニア大学バークレー校環境デザイン学部の環境デザインアーカイブ（UC Berkeley）キャンパスに保管されている。 :188–89, 198–201, 209
2014年、ニューヨーク市立ニューヨーク植物園の地であるPeggy Rockefeller Rose Garden設計で名を知られた。2014年の秋、女性によってデザイン設計され建設された優れて多様な場所やスペースが特定されている。

## ダンバートンオークスのサイト計画

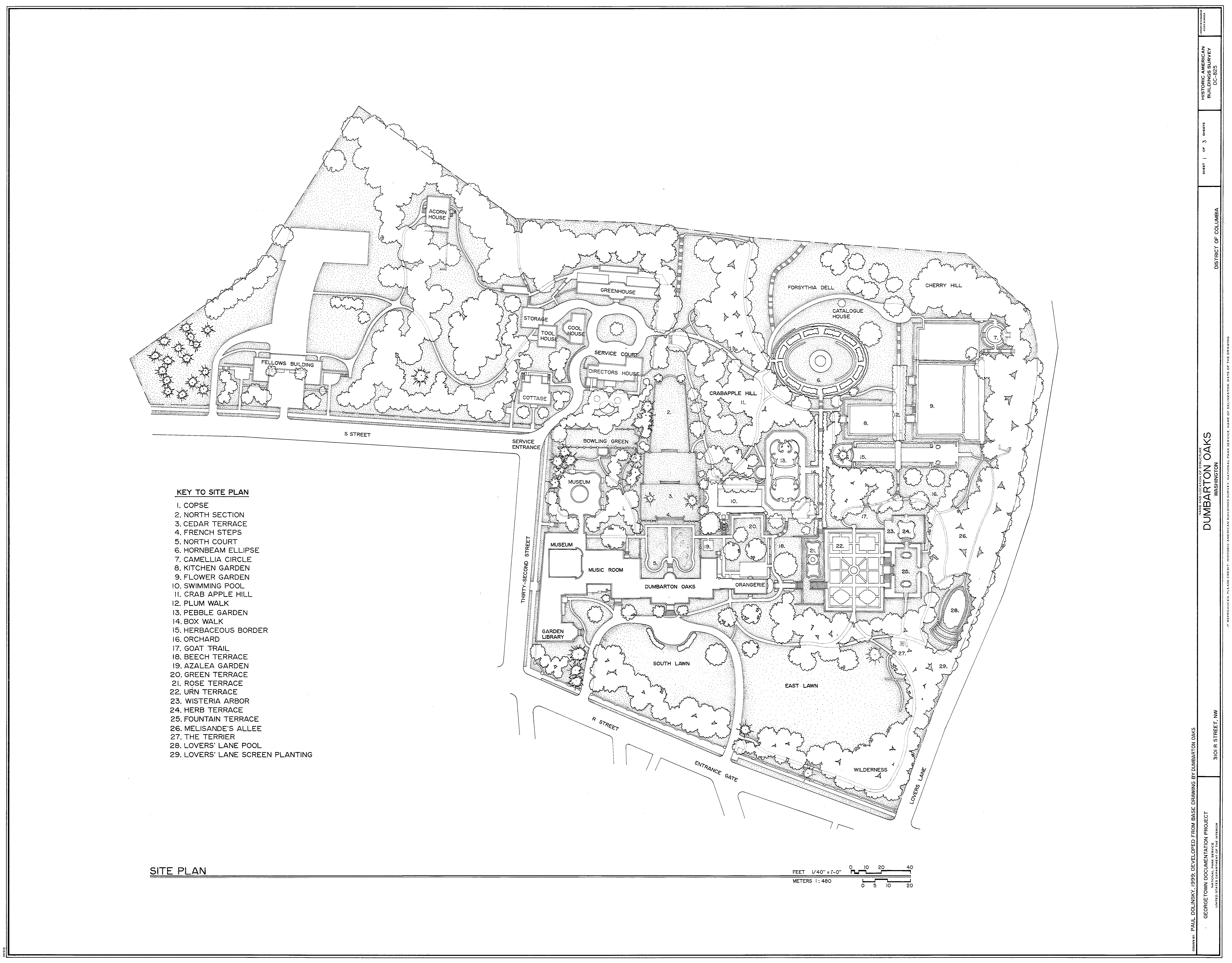
ダンバートンオークスのサイト計画

彼女の最も注目すべき作品ダンバートンオークスは、ワシントンD.C.ジョージタウン地区のミルドレッドとロバート・ウッズ・ブリス（1922年-1940年）の不動産で、彼女のデザインは、イタリアのルネッサンス庭園といった特に欧州のデザインに触発され、そして正式なテラスガーデンが降下する急勾配ステッピングと小川に近づいてより自然な審美性に移行するという、建築と自然環境との間に洗練された関係を確立することから成っている。ダンバートンオークスのデザインは、アメリカで最高の新古典主義庭園の一つと考えられている。[10]

## 大学のキャンパス
ファーランドのキャンパスデザインは3つのコンセプトに基づいていた。学年を通して咲く植物、欠陥を隠すだけでなく建築を強調すること、そして建物間の小さなスペースが縮尺されないように直立して上がる植物を使うこと。彼女のデザインは実用性、シンプルさ、そしてメンテナンスのしやすさで有名 :13。 
彼女はニュージャージー州プリンストンにあるプリンストン大学では最初のコンサルティングランドスケープアーキテクトを務めた（1912年-1943年）。 
新しい建物が現在プリンストンで建設されているので、建築家がしばしばカリフォルニア大学バークレー校で論文を参照している。彼女はコネチカット州ニューヘブンにあるイェール大学のコンサルティングランドスケープアーキテクトも23年間（1923年-1945年）務め、湿地植物園などのプロジェクトを担当していた。後に南カリフォルニアのオクシデンタルカレッジとカリフォルニア工科大学と共にシカゴ大学 （1929年-43年）を含む他10のキャンパスを改良することを続けた。また、ペンシルベニア州立女性園芸学校の設計作業をも手がけた（1931-32年）。後にハーバード大学アーノルド樹木園のランドスケープコンサルタントも務めた（1946年-50年）:204–09, 213.。 

## その後の人生
彼女の晩年はメイン州リーフポイントにランドスケープスタディセンターを作ることに専念。ここで彼女は広大な庭園の開発と公共学習センターへの移行のための土地の準備を続けた。庭園とセンターの進歩について報告したReef Point Gardens Bulletin（1946–55）を発表。 
その後島で山火事があり、センターの継続的な運営を確実にするための資金不足に直面した後、彼女は1955年に準備を中止し、庭を解体し財産を売却、そして最後の年の収入を使いきるという驚くべき決断を下した。ジョン・ロックフェラー2世は、メイン州ノースイーストハーバーに所有するAsticou Azalea Garden用にリーフポイントの大型植物をすべて購入した :190 。カリフォルニア大学バークレー校の大学とJepson Herbariaに約2000の標本標本が与えられた。彼女は植物と地域選択の永久記録として役立つとして。 
その後はメイン州マウント砂漠の友人、LewisとAmy Magdalene Garlandの故郷であるGarland Farmで過ごし、最後の3年間を過ごした。
最終的な庭、財産の大きさに合った親密な空間を作ったのはここでであった。  
86歳のとき、ベアトリクス・ファーランドは1959年2月28日にマウントデザートアイランド病院で死亡した :190 。彼女は夫と一緒にニューヨーク州ブロンクスのウッドローン墓地に埋葬された。 
Garland Farmは2004年1月9日にBeatrix Farrand Societyによって購入され社会の使命は「Beatrix Farrandの生活と仕事を重視しながら、園芸と景観デザインの芸術と科学を育成すること」 それは彼女の最後の庭を保存することと同様に、参照図書館とコレクション、地域の試験菜園と教育プログラムの設立で、リーフポイントで最初期の教育任務を復活させることを計画したのである。 

## テクニックとスタイル
ファーランドは、自然景観を接続するために、可能な限り自生植物素材を使用して信念としていた。彼女のスタイルは多くの場合、庭の要素に対位法等の植物素材感や色合いを使用している。